# Séraphin Pruvost
Pour les articles homonymes, voir Pruvost.
Séraphin Pruvost, né le 9 septembre 1849 à Siracourt et mort le 8 décembre 1955 également à Siracourt, est le dernier vétéran français de la guerre franco-allemande de 1870,. Il était récipiendaire de la Croix du combattant ainsi que de la Médaille commémorative de la guerre 1870-1871. Il a reçu tardivement la Croix du combattant, en 1952 des mains du ministre Eugène Claudius-Petit.
Frédéric Mathieu précise que contrairement aux futurs combattants de la Première Guerre mondiale « Séraphin Pruvost est mort [...] dans l’indifférence générale ».